# Marionettmuseet

Marionettmuseet var ett år 1973 grundat museum för dockteaterkonst i Stockholm, som sedan 2011 ingår i Musik- och teatermuseet i Stockholm, och från 2017 i dess efterföljare Scenkonstmuseet.
Marionettmuseet drevs i anslutning till Michael Meschkes Marionetteatern vid Sankt Eriksplan i Stockholm. Det hade en samling dockteaterfigurer från svenska teaterproduktioner och införskaffade internationellt i Asien och på annat håll.
Museet drevs av Stiftelsen Marionettmuseet fram till 2011, då samlingarna donerades och överfördes till Statens musikverk.
Chef för Marionettmuseet mellan 1973 och 2009 var Michael Meschke.